# Ectephrina semilutata
Ectephrina semilutata är en fjärilsart som beskrevs av Lederer 1853. Ectephrina semilutata ingår i släktet Ectephrina och familjen mätare. Inga underarter finns listade i Catalogue of Life.